# Defiant Jazz
"Defiant Jazz" es el séptimo episodio de la serie de televisión de ciencia ficción y suspenso psicológico Severance. El episodio fue escrito por Helen Leigh y dirigido por el productor ejecutivo Ben Stiller. Se estrenó en Apple TV+ el 25 de marzo de 2022.
La serie sigue a los empleados de Lumon Industries, una corporación de biotecnología que utiliza un procedimiento médico llamado "separación" para separar los recuerdos de sus empleados dependiendo espacialmente de si están en el trabajo o no. Cuando los trabajadores despedidos están en el trabajo, se les llama "innies" y no pueden recordar nada de sus vidas ni del mundo exterior. Cuando están fuera del trabajo, se les llama "outies" y no pueden recordar su tiempo de trabajo. Debido a esto, Innie y Outie experimentan dos vidas diferentes, con personalidades y agendas distintas. En este episodio, el outie de Mark se reúne con el contacto de Petey, mientras que la situación en Lumon se intensifica después del incidente de Dylan.
El episodio recibió elogios de la crítica, que elogió las actuaciones (particularmente Turturro), el guion, los temas y el final. Por este episodio, John Turturro recibió una nominación a Mejor Actor de Reparto en una Serie Dramática en los 74.º Premios Primetime Emmy.

## Trama
Reghabi (Karen Aldridge) lleva a Mark (Adam Scott) al interior de la universidad y le explica que ayudó a Petey en su reintegración. Ella también afirma que su muerte se debe a que Petey no siguió sus instrucciones y que ella también es responsable de implantar el chip de Mark. Ella le ofrece quitarle el chip, pero Mark duda sobre lo que quiere su interior.
Su encuentro es interrumpido por Graner (Michael Cumpsty), quien se presenta como un compañero de trabajo de Lumon. Cuando se acerca a él, Reghabi lo sorprende golpeándolo repetidamente con un bate de béisbol, matándolo. Ella consigue que Mark la ayude a mover el cuerpo y le quita su tarjeta de acceso. Ella se lo entrega a Mark y le dice que se lo dé a su intus. Al día siguiente, intus Mark se sorprende cuando encuentra la tarjeta y se sorprende cuando descubre que la oficina ha sido cerrada desde el pasillo. Dylan (Zach Cherry) confronta a Milchick (Tramell Tillman) por despertar a su versión interna afuera, y Milchick explica que fue solo un caso de emergencia. Dylan pregunta por su hijo, lo que Milchick confirma, pero le pide que no lo revele a sus compañeros de trabajo. Milchick también encuentra la tarjeta ideográfica que tomó Dylan y se la devuelve a Burt (Christopher Walken). 
Milchick participa en una "Experiencia de baile musical" con el departamento como premio para Helly (Britt Lower) después de alcanzar un umbral de refinamiento. Mientras todos bailan, Dylan se niega a participar. Molesto porque no puede saber nada sobre su hijo, Dylan ataca brutalmente a Milchick, y él enojado se va a informar el incidente a Cobel (Patricia Arquette). Dylan le cuenta al departamento sobre la capacidad de Lumon para despertarlos fuera del piso cortado, conocida como una "contingencia de tiempo extra". Cuando Mark demuestra que tiene la tarjeta de Graner, deciden que deben buscar la oficina donde puedan despertar sus sentidos en el mundo exterior. Durante una sesión, Devon (Jen Tullock) le dice a Cobel (en su papel como la Sra. Selvig) que sospecha que Gabby cortó sus recuerdos para evitar los dolores del parto, y hablan sobre el dolor de Mark después de la muerte de su esposa Gemma. Cuando regresa a su oficina, Cobel se entera de la muerte de Graner, que sospecha que podría estar relacionada con la persona responsable de la reintegración de Petey.
Mark y Helly planean encontrar la oficina de seguridad; dentro, descubren que Lumon monitorea estrictamente a todos sus empleados y Helly recupera una página del manual. Con la página, encuentran que la contingencia de tiempo extra se activa mediante dos palancas. Irving (John Turturro) visita O&D para ver a Burt, pero descubre que está organizando una fiesta de jubilación para él mismo. Milchick le muestra un video donde Burt, de afuera, expresa su gratitud hacia sus colegas de adentro, aunque no sabe nada sobre ellos. Irving reprende abiertamente a Milchick, quien no fue despedido, por explotar a los empleados despedidos, y Milchick, de mala gana, le permite quedarse en la fiesta cuando Burt insiste. Cuando regresa a su cubículo, le dice a Mark y Dylan que quiere luchar contra Lumon. Esa noche, un Mark borracho recibe la visita de Alexa (Nikki M. James), quien olvidó coger su teléfono. Cuando Alexa cree que no está listo para una relación, Mark destruye una foto de Gemma, lo que provoca que Alexa se vaya. Posteriormente, Mark vuelve a montar la foto y revela que es la Sra. Casey ( Dichen Lachman).

## Desarrollo

### Producción
El episodio fue escrito por Helen Leigh y dirigido por el productor ejecutivo Ben Stiller. Esto marcó el primer crédito como guionista de Leigh y el cuarto crédito como director de Stiller.

## Reseñas críticas
"Defiant Jazz" recibió elogios de la crítica. Matt Schimkowitz, de The AV Club, le dio al episodio una "A" y escribió: "En este episodio, la Sra. Selvig intenta averiguar con Devon si Mark alguna vez "ve" a su esposa, lo que pone en perspectiva sus experimentos secretos con la Sra. Casey. Así que incluso al darnos un pedacito de respuesta, Severance ha complicado aún más las cosas".
Erin Qualey de Vulture le dio al episodio una calificación perfecta de 5 estrellas sobre 5 y escribió: "Aunque los que están afuera no recuerden los días en sus cubículos sin ventanas, los que están adentro son, para todos los efectos, versiones de ellos. Esta semana, Severance deja en claro este punto de varias maneras diferentes". 
Oliver VanDervoort de Game Rant escribió: "Las cosas realmente están empezando a ponerse feas en el último episodio de la serie de Apple TV Plus, Severance . De hecho, parece que el control que Lumon ha tenido sobre los Intus de la compañía durante años finalmente se está deshilachando hasta el punto de romperse y, al menos en parte, ese control se está resbalando por razones que suele suceder".  Breeze Riley de Telltale TV le dio al episodio una calificación de 4.5 estrellas de 5 y escribió: "Severance brinda constantemente emociones y giros, pero el episodio 7 de la temporada 1 de Severance, "Defiant Jazz", realmente empuja el aspecto emocional del programa. Cuanto más se acercan las vidas de los Intus a la autorrealización, mayores son las apuestas emocionales". 
Mary Littlejohn de TV Fanatic le dio al episodio una calificación de 4 estrellas de 5 y escribió: "En el episodio 7 de la temporada 1 de Severance, las cosas se ponen pesadas y filosóficas gracias a la breve introducción de Rugabe, la mujer que administró el procedimiento de separación y ahora es responsable de la reintegración".  Caemeron Crain de TV Obsessive escribió: "A medida que las preguntas sobre cómo funciona el procedimiento de separación y lo que está haciendo Lumon se vuelven más extensas, me siento un poco decepcionado de que las preguntas de identidad personal en el corazón de Severance no se estén explorando mejor. ¿Es Mark intus la misma persona que Mark exus, o no, por ejemplo? ¿Y cómo deberían influir nuestros juicios éticos, de cualquier manera?". 

### Premios y reconocimientos
John Turturro fue nominado por su actuación en este episodio a Mejor Actor de Reparto en una Serie Dramática en los 74.º Premios Primetime Emmy.  Perdería ante Matthew Macfadyen por Succession. 